# Apollo-Theater (Emden)

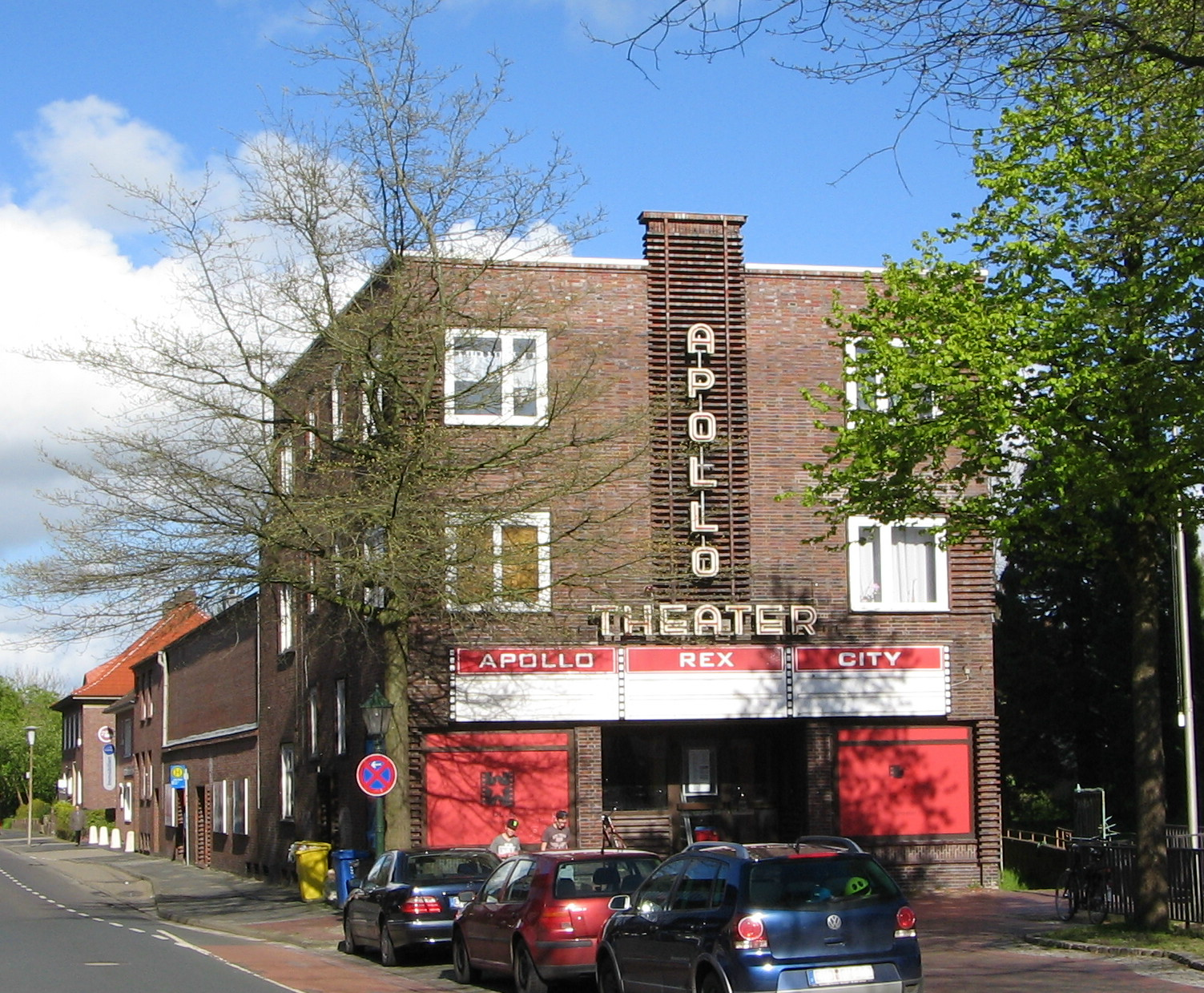
Apollo-Theater, Mai 2016

Das Apollo-Theater war ein Kino in Emden/Ostfriesland, Zwischen beiden Bleichen 2. Es entstand von 1928 bis 1930 als Zweckbau im Stil des Backsteinexpressionismus. An den dreigeschossigen Kopfbau mit dem Kinoeingang im Erdgeschoss schloss nach hinten der Kinosaal mit rund 650 Plätzen an. Das Kino verfügte im Ursprungszustand wahrscheinlich auch über eine kleine Theaterbühne für das damals noch übliche Rahmenprogramm zu Filmaufführungen.

## Geschichte
Ab 1908 gab es bereits ein Kino gleichen Namens mit ungefähr 240 Plätzen in Emden, nicht weit entfernt in der Neutorstraße. Am 10. Dezember 1908 offiziell eröffnet, brannte es bereits am 16. Dezember gänzlich aus, wobei keiner der Besucher, die in aller Ruhe das Kino verlassen konnten, zu Schaden kam.
Gegen Ende des Zweiten Weltkriegs erlebte die Stadt Emden am 6. September 1944 den schwersten Luftangriff, bei dem 78 Prozent der Gebäude zerstört bzw. stark beschädigt wurden. Dabei wurde auch das Apollo-Theater getroffen und konnte erst einige Jahre nach dem Krieg instand gesetzt und wiedereröffnet werden. In der Zwischenzeit musste die Bevölkerung mit den schon im Krieg geschaffenen Ausweichkinos Vorlieb nehmen.
Ab etwa 1948/1949 betrieb Otto Neubauer das Apollo-Theater mit 570 Plätzen. Kaschierte Breitwandfilme konnten hier ab 1956 gezeigt werden, und ab 1958 Cinemascope-Filme. Die Zahl der Sitzplätze war mittlerweile auf 650 erhöht worden. Mitte der 1960er Jahre übernahm die Familie Jentsch den Betrieb und überlebte die Emder Schließungswelle. Das Filmtheateradressbuch von 1966 bezeichnet das Kino als „Familienkino“.
In den 1970ern wurde das Sitzplatzangebot von 650 auf 531 beschränkt. Etwa 1980 erwarb der Leeraner Kinounternehmer Friedo Buschmann das Gebäude und ließ es zum Kino-Center Emden umbauen. Dafür wurde der große lange Saal in die drei Säle Stern (186 Plätze), Apollo (171 Plätze) und Rex (132 Plätze) aufgeteilt. Wie auch in anderen Städten wurden die bestellten Getränke an den Platz geliefert, zudem war auch das Rauchen während der Vorführung erlaubt.
Ab etwa 1990 verpachtete Friedo Buschmann das Lichtspielhaus an den CinemaxX-Gründer Hans-Joachim Flebbe und dessen Vereinigte Filmtheater Betriebe GmbH  in Hannover, welches ab 1992 von dem gleichnamigen Betreiber aus Hamburg weiter betrieben wurde. Zwei Jahre später ging das „Apollo“ an die Groteheide Ostfriesische Filmtheater GmbH in Leer und ab 1. Januar 1999 an die Ostfriesischen Filmtheater GmbH aus Papenburg. Das Foyer wurde später neu gestaltet. Das Programm entsprach dem anderer Städte. Das Publikum bestand aus Kindern, Jugendlichen und Erwachsenen.

## Das Ende
Mit der Eröffnung eines neu erbauten Multiplex-Kinos der CineStar-Gruppe aus Lübeck mit sechs Sälen und insgesamt 927 Plätzen im Jahr 2002 direkt neben einem Parkhausneubau in unmittelbarer Bahnhofsnähe sanken die Besucherzahlen. Das „Apollo“ schloss am 31. Juli 2009 nach 80 Jahren. Seine letzten beiden Jahre war es das älteste Kino in Oldenburg / Ostfriesland, das noch – wenn auch in baulich veränderter Form als Kino-Center – betrieben wurde.

## Zukunft
Nach der Schließung wollten die Eigentümer das Haus zu einem Wohnhaus umbauen. Sie erhielten die Baugenehmigung, scheuten dann aber die Investitionen.
Zwei Initiatoren, Johannes „Urmel“ Meyering und Manuel Rietmann, wollten das historische Kino erhalten und aus ihm ein Kulturzentrum machen. 2010 wurde das „Apollo“ für zwei Monate wieder eröffnet. Mit vielen ehrenamtlichen Helfern und Künstlerfreunden organisierten sie hier unter anderem Konzerte. Der Eintritt war frei und während der Veranstaltungen wurden Spenden gesammelt. In den zwei Monaten kamen rund 10.000 Besucher ins Apollo. Mit einem tragfähigen Nutzungskonzept und einem Förderverein sollte das Kulturzentrum betrieben werden.
Auch die Stadt Emden unterstützte diesen Gedanken und kaufte Ende 2012 das unter Denkmalschutz stehende Backsteingebäude, obwohl es zu diesem Zeitpunkt weder ein schlüssiges Nutzungskonzept noch einen Förderverein gab.
In einem Ende März 2016 veröffentlichten Thesenpapier der Stadtverwaltung zur Kulturentwicklung wurde festgestellt, dass der Apollo-Verein als Träger eines solchen Projekts nicht stabil genug war und das jährliche Emder Filmfest zwar zusätzliche Flächen benötigt, aber wegen der kurzen Spielzeit keinen wirtschaftlich relevanten Beitrag zu den Kosten leisten kann. An den Kosten scheiterte auch die Einrichtung eines Kulturzentrums. Ebenso ist eine Nutzung des Gebäudes als Theaterspielstätte finanziell nicht realisierbar, und es gibt derzeit keine externen Förderprogramme für einen Ausbau des Saales.

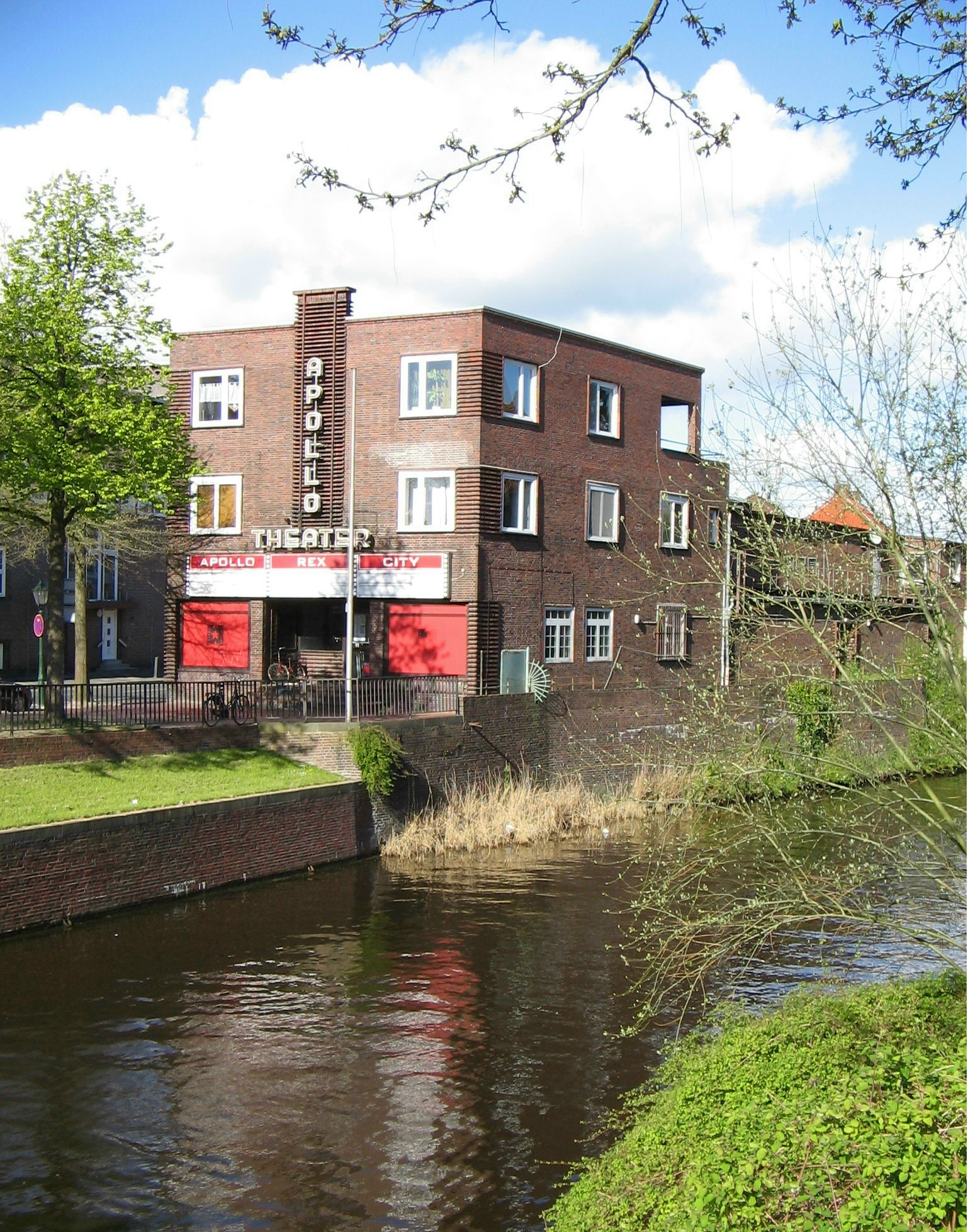
Blick über 'Alter Graben', Mai 2016

Es wurden zwar viele Gegenstände ausgebaut und 30 Kilometer entfernt in einer Leeraner Tanzschule integriert, die Stadt Emden ist aber weiterhin auf der Suche nach einer Nutzungsmöglichkeit, die dem stadtgeschichtlichen und Denkmalwert dieser herausragenden städtischen Immobilie gerecht wird. Mitte Juni 2016 wurde die Stadtverwaltung beauftragt ergebnisoffen die weitere Nutzung des Apollo-Gebäudes zu erarbeiten, weil sich ein Verkauf nicht lohne, da die laufenden Kosten durch Mieteinnahmen gedeckt seien.
Auf der Ratssitzung am 8. Dezember 2016 wurde der immer wieder von der CDU forcierte Verkauf der Immobilie durch eine große Mehrheit abgelehnt, da ein neues Nutzungskonzept vorgelegt wurde. In Abstimmung mit der Stadtverwaltung hatten drei Emder Unternehmer ein Konzept entwickelt. Sie wollen das Gebäude pachten und eine Erlebnisgastronomie mit einem frei nutzbaren Veranstaltungssaal, einem multifunktionalen Präsentations- und Veranstaltungsraum für eine Eventagentur sowie ein Atelier samt Ausstellungsraum betreiben. Nach Ansicht der Betreiber wäre die Nutzung durch die Einnahmen für die Stadt nahezu kostenneutral. Laut Johannes „Urmel“ Meyering habe Corny Littmann das Konzept als Erfolg versprechend eingestuft und seine Unterstützung bei der weiteren Planung zugesagt. Auf Grund der drei Mietinteressenten und dem durch die Stadtverwaltung erarbeiteten Nutzungskonzept, beschloss der Rat der Stadt Emden auf seiner Sitzung am 11. Mai 2017 mit großer Mehrheit gegen die Stimmen von CDU und FDP den markanten Klinkerbau als Kulturstätte zu nutzen. Die Planungen für die Sanierung sollten noch 2017 beginnen, damit Anfang 2018 mit den Umbaumaßnahmen, die auf rund 1,2 Millionen Euro kalkuliert waren, hätte begonnen werden können. Durch die Belebung des „Apollo“ wurde ein enormer Nutzen für die gesamte Innenstadt erhofft. 
In einer eigens einberufenen Pressekonferenz gab die Stadtverwaltung am 1. März 2019 das Ende des geplanten Projekts zur Umgestaltung in einen Veranstaltungsort und die Absicht des Gebäudeverkaufs bekannt. Die Entscheidung sei zusammen mit Meyering getroffen worden, dessen Veranstaltungskonzept noch einen Versammlungssaal für 300 Besucher vorsah, was den Umbau um rund 400.000 Euro verteuert hätte, der Rat der Stadt Emden hatte aber am 8. November 2018 das Umbau-Budget auf 1,2 Millionen Euro gedeckelt. Die bereits eingeplanten Haushaltsmittel sollen nun in den Glasfaserausbau durch die Stadtwerke Emden, in die Innenstadtsanierung und in die Sanierung der Schulen fließen. Beim Verkauf setzt die Stadt auf einen privaten Investor, der das Gebäude weiterentwickelt und nicht nur den Restwert herausholt, da im Unterschied zur Kommune ein privater Besitzer die durch den Denkmalschutz entstehenden Mehrkosten beim Umbau über zwölf Jahre steuerlich abschreiben kann. Zu welchem Preis das Gebäude angeboten werden soll, hängt von der Entscheidung des Stadtrates ab, dem der Verkaufsvorschlag noch unterbreitet werden muss.

### Verkaufsausschreibung
Seit 7. März 2020 ist das Gebäude öffentlich zum Verkauf ausgeschrieben. Die Frist für die Gebotsangabe endet am 8. Juni 2020. Der Ausschreibungstext lautet:
„Die Stadt Emden beabsichtigt, das ehemalige Apollo-Theater zu veräußern. Das bedeutende denkmalgeschützte Gebäude befindet sich in stadtbildprägender Lage und bedarf unter Beachtung seiner wichtigen bauhistorischen Bedeutung eines nachhaltigen Nachnutzungskonzeptes. Das Apollo-Theater war eine "Institution" in Emden und ist dies baulich noch immer. Nicht nur aus denkmalschutzrechtlichen Gesichtspunkten gilt es daher, das "Gesicht" des Apollos langfristig baulich zu erhalten und das Gebäude einer neuen Nutzung zuzuführen.“

## Kinobetreiber
- 1940: Sophie Hempel
- 1944 – ca. 1948: wegen Kriegsschäden außer Betrieb
- ca. 1948 – Mitte 1960er: Otto Neubauer
- Mitte 1960er – ca. 1980: Familie Jentsch
- ca. 1980 – ca. 1990: Friedo Buschmann
- ca. 1990 – 1994: Vereinigte Filmtheater Betriebe GmbH
- 1994 – 1998: Groteheide Ostfriesische Filmtheater GmbH
- 1999 – 2009: Ostfriesische Filmtheater GmbH

## Printquellen
- Ausführliches Interview mit Johannes „Urmel“ Meyering, in: Emder Zeitung, vom 17. Mai 2017, S. 5
- Zustandsbeschreibung der Innenräume (Ende Juni 2017) von Jens Voitel: Gang durchs Nichts, in: Emder Zeitung vom 24. Juni 2017, S. 10